# Коко Синари
Коко Синари (јап. ココ, Koko) је споредни лик серијала Сирене у ком има улогу принцезе сирене Јужног Пацифика и носиоца жутог бисера. Након што њено краљевство буде уништено услед налета гнева принцезе Индијског Океана ― Саре, Коко бива ухваћена и заточена од стране Гаидеа. Међутим, након његовог пораза, враћа се у своје краљевство како би га поново изградила, али остатак живота проводи на копну са новом мисијом да заједно са осталим принцезама сиренама заштити свет од нове опасности која му прети.
Коко има равну, жуту косу у својој људској форми; Међутим, у свом облику сирене, идола и супер идола има много светлију нијансу жуте боје косе. У својој људској форми има златно-браон очи, али у другим облицима, Коко има жуте очи. Као и остале сирене, Коко носи жути привезак у облику шкољке у ком се налази њен (жути) бисер, што јој помаже да пева гласом жутог бисера.

## Личност
Коко је добра и брижна девојка. Обично брине за своје пријатеље, нарочито за Сару, и може врло добро чувати тајне. Она је такође смешна и љубавно настројена сирена што доказује њено често флертовање са дечацима на плажи. Њен лик у манги је много нежнији од оног у анимеу, у ком је отворенија. Коко је лојална према својим пријатељима, можда чак и превише. То се може видети и у дванаестој епизоди друге сезоне јер је у њој Коко је лагала Луцију, Хенон и Рину како би јој помогле да пронађе Сарину шкољку, а да им, не исприча Сарину тајну. Коко је веома лоша у глуми као што се види у двадесетој епизоди друге сезоне, јер није успела да превари Хенон да је све уреду.

## Изглед
Коко, као и остале принцезе сирене, има четири форме: Облик сирене, човека, идола и супер-идола. У својој људској форми, она има природан људски изглед. Њена дуга коса постаје краћа и благо тамнија у боји. Њене очи се такође мењају у златно-браон боју. Носи жути привезак у облику шкољке у ком се налази њен бисер. Коко углавном носи жуту одећу, што приличи њеној боји. Њен изглед сирене је сличан изгледу осталих сирена, са два бисерна наруквица око десног зглоба и њеног жутог репа. Има дугу, равну, жуту косу са шишкама и жутим очима. На крају, ту је њен облик идола, глас жутог бисера. Њен костим је кратка златно-жута хаљина са великом светложутом траком у средини и са тамножутим украсом на бочним странама тела. Хаљина има кратку жуту сукњу са дугим коленом, са наранџасто-жутим локом на леђима. Такође, Коко носи бледожуте високе чизме и светложуте рукавице са манжетнама.